# ماكسويل (وحدة)
ماكسويل هي وحدة قياس التدفق المغناطيسي حسب النظام الفرنسي للوحدات (نظام سنتي جرام ثانية) وسميت ماكسويل نسبة إلى جيمس ماكسويل تقديرا لجهوده في ربط الكهربائية بالمغناطيسية عبر ما سمي لاحقا الكهرومغناطيسية
الماكسويل الواحد هو مقدار التدفق المغناطيسي الناشئ عن مجال مغناطيسي شدته 1 تسلا ومسلط عموديا على مساحته 1 سنتيمتر مربع.
1 الماكسويل الواحد = 1 قاوس × سم2 = 10−8 ويبر

## اقرأ أيضا
- أورستد
- جاوس